# Hayato Okamoto (voetballer)
Hayato Okamoto (Shimane, 16 oktober 1974) is een voormalig Japans voetballer.

## Carrière
Hayato Okamoto speelde tussen 1993 en 2001 voor FC Tokyo en Yokogawa Electric.

## Statistieken
| Japan   | Japan             | Japan           | League | League | Emperor's Cup | Emperor's Cup | J-League Cup | J-League Cup | Totaal | Totaal |
| Seizoen | Club              | League          | Wed.   | Goals  | Wed.          | Goals         | Wed.         | Goals        | Wed.   | Goals  |
| ------- | ----------------- | --------------- | ------ | ------ | ------------- | ------------- | ------------ | ------------ | ------ | ------ |
| 1993    | Tokyo Gas         | Football League | 15     | 2      | -             | -             | -            | -            | 15     | 2      |
| 1994    | Tokyo Gas         | Football League | 26     | 7      | 3             | 0             | -            | -            | 29     | 7      |
| 1995    | Tokyo Gas         | Football League | 21     | 7      | 1             | 0             | -            | -            | 22     | 7      |
| 1996    | Tokyo Gas         | Football League | 23     | 6      | 1             | 0             | -            | -            | 24     | 6      |
| 1997    | Tokyo Gas         | Football League | 20     | 6      | 6             | 4             | -            | -            | 26     | 10     |
| 1998    | Tokyo Gas         | Football League | 23     | 14     | 2             | 1             | -            | -            | 25     | 15     |
| 1999    | FC Tokyo          | J. League 2     | 28     | 3      | 4             | 2             | 7            | 0            | 39     | 5      |
| 2000    | FC Tokyo          | J. League 1     | 1      | 0      | 0             | 0             | 0            | 0            | 1      | 0      |
| 2001    | Yokogawa Electric | Football League | 24     | 7      | 0             | 0             | -            | -            | 24     | 7      |
| Totaal  | Totaal            | Totaal          | 181    | 52     | 17            | 7             | 7            | 0            | 205    | 59     |